# Natuurpark Cornalvo

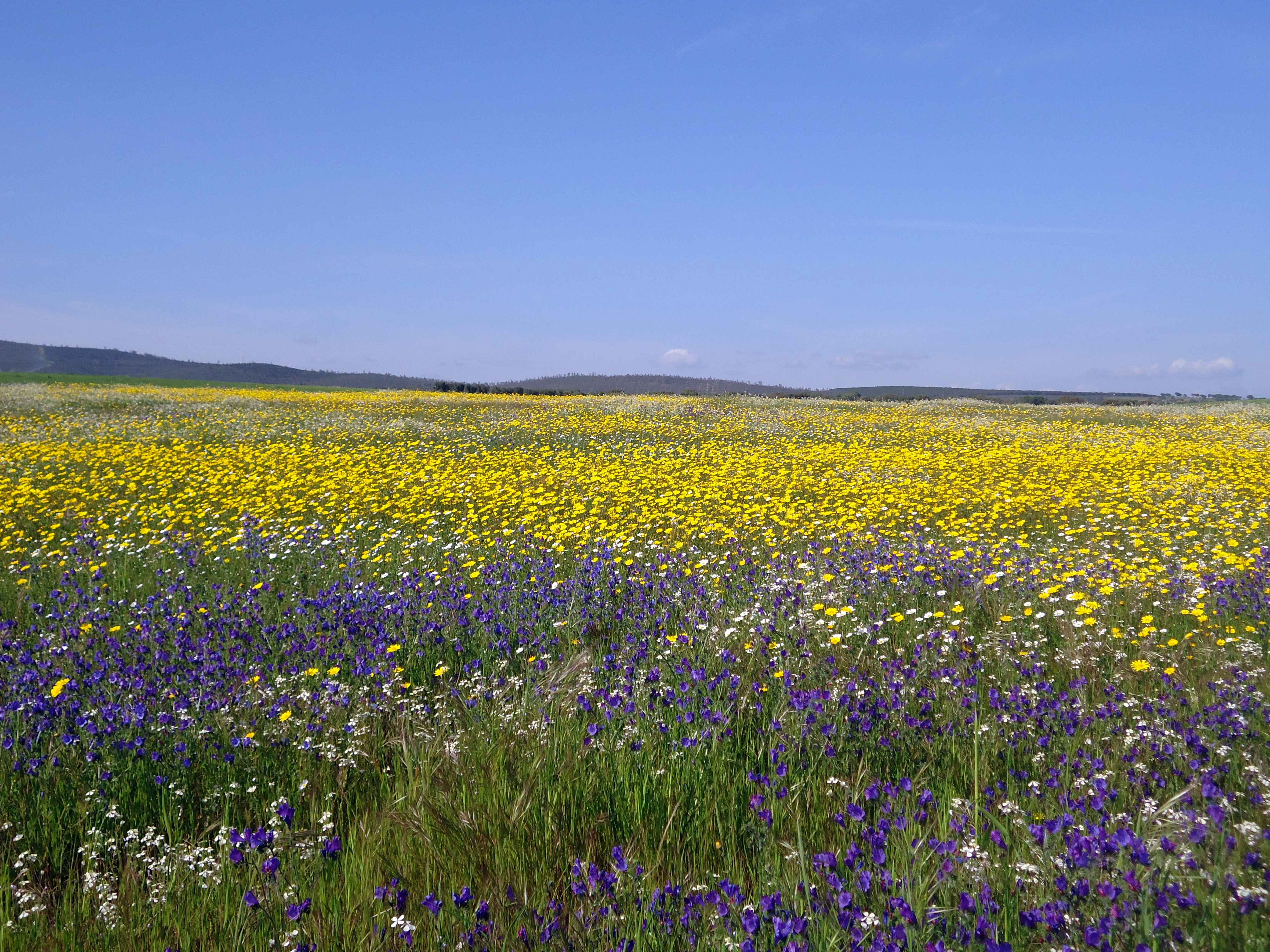

Het Natuurpark Cornalvo (Spaans: Parque natural de Cornalvo) is een natuurpark in Extremadura in Spanje. Het natuurpark werd opgericht in 1993 en is 11601 hectare groot. Het natuurpark omvat dehesas met steeneik en kurkeik. In het park komen Anaecypris hispanica en zwarte ooievaar voor.